# Andraegoidus variegatus
Andraegoidus variegatus là một loài bọ cánh cứng trong họ Cerambycidae.